# Juncus articulatus
Juncus articulatus es una especie fanerógama de junco de la familia de las juncáceas. Es nativa de Eurasia, de Canadá y de EE. UU. Crece en áreas húmedas, tales como arenales encharcados, y gusta de suelos calcáreos. 

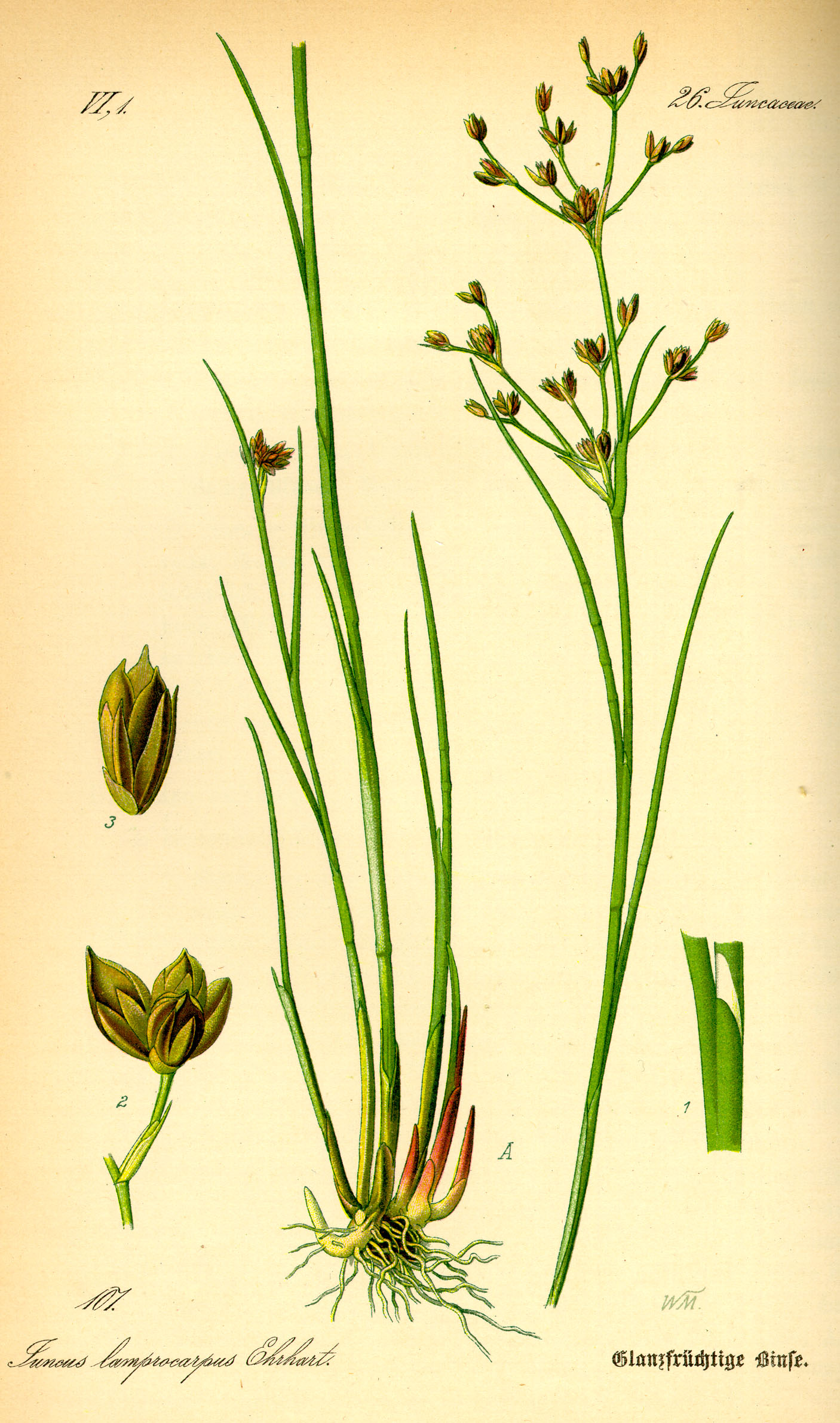
Ilustración

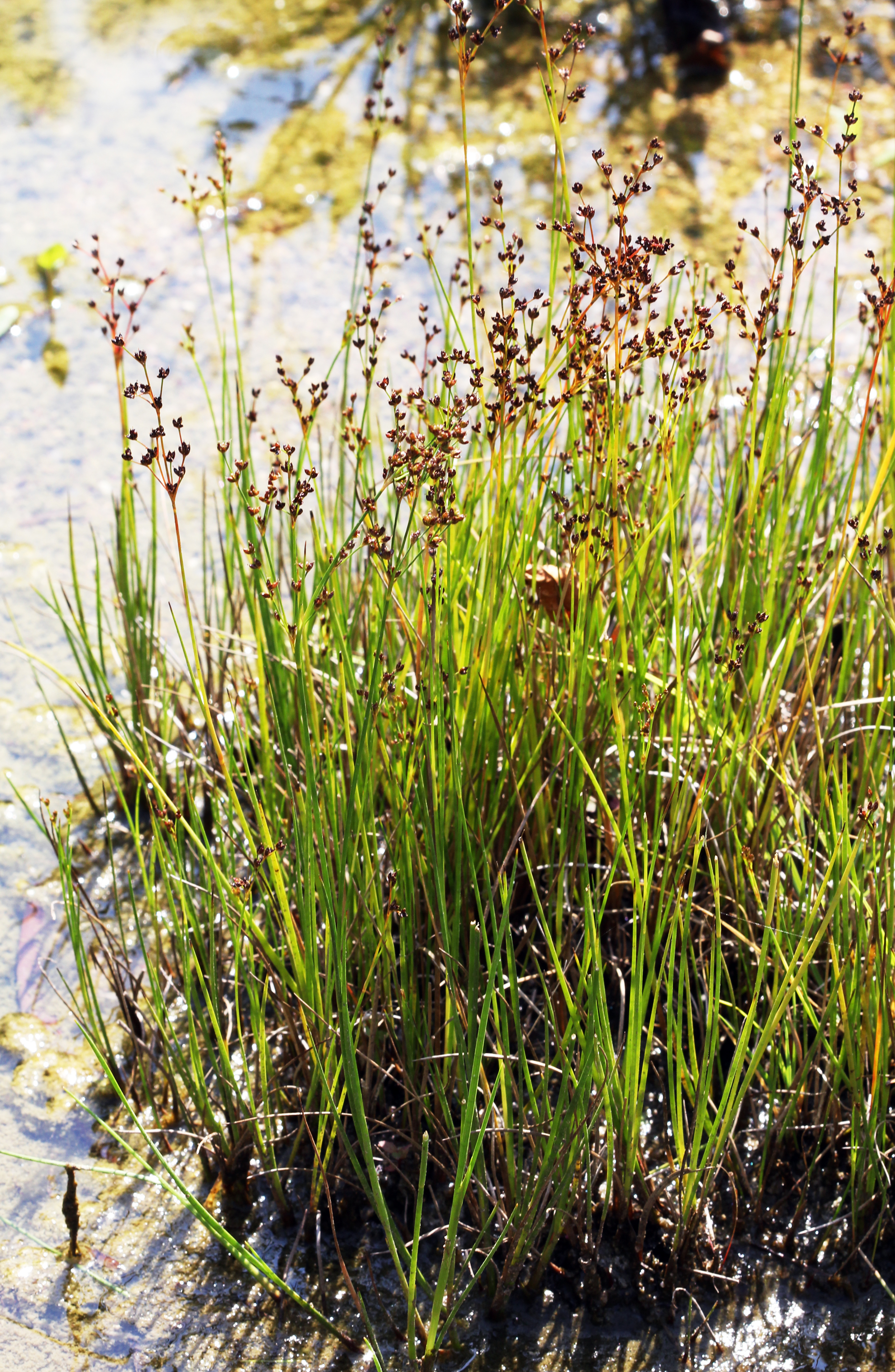
Vista de la planta

## Descripción
Es una herbácea perenne produciendo un culmo mayormente erecto desde un corto rizoma. Puede generar raíces en los nudos, y generalmente tiene una a más hojas cilíndricas de 1 dm de longitud. 
La inflorescencia apical se abre en varias ramas con 25 agrupaciones de 12 flores cada una. Cada flor individual, verdosa a parda oscura, presenta tépalos de 2 - 3 mm de largo, seis estambres que generan anteras, y un gineceo protruido, y plumoso. Fruto cápsula oscuro con una peca.

## Taxonomía
Juncus articulatus fue descrita por Carlos Linneo y publicado en Species Plantarum 1: 327. 1753.
Citología
Número de cromosomas de Juncus articulatus (Fam. Juncaceae) y táxones infraespecíficos
Juncus articulatus L.
 2n=80.
Etimología
Juncus: nombre genérico que deriva del nombre clásico latino  de jungere = , "para unir o vincular", debido a que los tallos se utilizan para unir o entrelazar".
articulatus: epíteto latino que significa "articulada".
Sinonimia
- Juncus lampocarpus Ehrh. ex Hoffm.
- Juncus lampocarpus var. senescens Buchenau
- Juncus subarticulatus Zakirov & Novopokr.[1]
- Juncus adscendens Host
- Juncus alpinoarticulatus Chaix
- Juncus aquaticus All.
- Juncus aristiflorus Clairv.
- Juncus castellii Tineo
- Juncus foliosus Hoppe, non Desf.
- Juncus gussonei Parl.
- Juncus isthmiacus Neck.
- Juncus longicapsularis Chevall.
- Juncus macrocephalus Viv.
- Juncus nigritellus D.Don
- Juncus olympicus Schott
- Juncus pallidiflorus Beck
- Juncus paniculatus Lucé
- Juncus polycephalus D.Don
- Juncus radicans Schur
- Juncus repens Nolte
- Juncus tricephalus J.Gay[3]

## Nombre común
- Castellano: junco, junco articulado, junco bobo, junquillo, prenquilla.[3]